# Tenement Funster/Flick of the Wrist/Lily of the Valley
Tenement Funster/Flick of the Wrist/Lily of the Valley è un singolo del gruppo musicale statunitense Dream Theater, pubblicato il 26 maggio 2009 come secondo estratto dall'edizione deluxe del decimo album in studio Black Clouds & Silver Linings.

## Descrizione
Pubblicato per il solo download digitale, si tratta di un medley di tre brani del gruppo rock britannico Queen tratti dal loro terzo album Sheer Heart Attack: Tenement Funster, Flick of the Wrist e Lily of the Valley.

## Tracce
1. Tenement Funster/Flick of the Wrist/Lily of the Valley – 8:17 (Roger Taylor, Freddie Mercury)

## Formazione
- James LaBrie – voce
- John Petrucci – chitarra, voce
- John Myung – basso
- Jordan Rudess – tastiera, continuum
- Mike Portnoy – batteria, percussioni, voce